# Бернард Крибинс
Бернард Џозеф Крибинс (енгл. Bernard Joseph Cribbins; Олдам, 28. децембар 1928 — Вокинг, 27. јул 2023) био је британски глумац. Крибинс је најпознатији по улози Вилфреда Мота у научно-фантастичној серији Доктор Ху.